# Dorcadion alakoliense
Dorcadion alakoliense is een keversoort uit de familie van de boktorren (Cerambycidae). De wetenschappelijke naam van de soort werd voor het eerst geldig gepubliceerd in 1988 door Danilevsky.